# كريستينا سميث (متزلجة جماعية)
كريستينا سميث هي متزلجة جماعية كندية، ولدت في 25 ديسمبر 1968 في مونتريال في كندا.

## وصلات خارجية
- كريستينا سميث على موقع أوليمبيديا (الإنجليزية)